# Струмишка епархия
 Тази статия е за православната епархия.  За източнокатолическата вижте Струмишко-Скопска епархия.  За титулярната римокатолическа вижте Струмишка епархия (Римокатолическа църква).
Струмишката епархия (на македонска литературна норма: Струмичка епархија) е една от епархиите на Македонската правослвна църква обхваща югоизточна Северна Македония, като в нея влизат районите на градовете Струмица, Дойран, Берово и Пехчево. Възглавява се от Негово високопреосвещенство митрополит Наум.
Струмишка епархия е и епархия на каноничната православна църква на територията на Северна Македония – Православната охридска архиепископия под управлението на епископ Давид Стобийски от 2002 до 2023 година.
Тивериополски, по старото име на Струмица и на епархията, е титулярна епископия на Българската православна църква.

## История
В XIX век Струмишката митрополия обхваща каазите Струмица, Тиквеш, Радовиш и Малешево.
След Първата световна война е създадена Злетовско-струмишка епархия на Сръбската православна църква с център в Щип, която е управлявана до Втората световна война от четирима епископи. Според арондацията в 1931 година епархията обхваща следните срезове: Щипски, Овчеполски, Кратовски, Царевоселски, Малешки (Беровски), Радовишки, Струмишки, Валандовски, Гевгелийски, Неготин-вардарски, Кавадарски и Кочански.
След разгрома на Югославия от Германия през пролетта на 1941 година Българската екзархия възстановява своя диоцез в анексираните от България части от Вардарска и Егейска Македония и в Западна Тракия. Струмишка епархия е присъединена към Драмска и е формирана Струмишко-Драмска епархия, като временното управление на епархията е дадено на митрополит Борис Неврокопски с помощник епископ Харитон Драговитийски. В 1943 година епархиите отново са разделени.
Ръководството на Струмишката епархия е сред най-дейното в рамките на МПЦ, за при съхранението и развитието на монашеството в Северна Македония.
В периода 1998 – 2002 г. от основи са издигнати около двадесетина църкви:
- „Свети Григорий Палама“ и „Свети Великомъченик Димитър“ в Струмица,
- монашеската църква „Свети Григорий Палама“ във Водочкия манастир,
- параклисът, посветен на Свети Апостол Павел и на Свети Григорий Палама във Велюшкия манастир,
- църквата „Св. св. Климент и Наум Охридски“ в Хамзалийския манастир,
- малката манастирска църква „Света Петка“ в манастирския комплекс в село Банско,
- двете манастирски църкви, посветени на Свети Новомъченик цар Николай Романов и семейството му и на Свети Григорий Палама и Свети Максим Изповедник в манастирския комплекс „Свети Партений Зографски“ в Стар Дойран,
- манастирската църква, посветена на Свети Великомъченик Георгий и на Света Новомъченица Елисавета в село Три води,
- малката църква, посветена на Свети Трифон и Свети Григорий Григориятски, принадлежаща на скита в непосредствена близост на Водочкия манастир,
- манастирската църква „Преподобна Параскева“ в близост до Пехчево и други.

Струмишката епархия е идеен основател и издател на списанието „Премин“.
В рамките на Струмишката епархия функционира Дневен център за лечение на болести „Света Елисавета“ в Струмица. Открит е на 18 февруари 2005 г.

## Епископи и митрополити
На Охридската архиепископия
| Име        | Години                                            |
| ---------- | ------------------------------------------------- |
| Мануил     | споменат в 1080 – 1086, основал Велюшкия манастир |
| Климент    | споменат около 1152                               |
| Константин | споменат в първата половина на XIII век           |
| Даниил     | споменат в 1376                                   |
| Йоаким     | споменат в 1532                                   |
| Ананий I   | в 1565, наследник на Йоаким                       |
| Теодул     | в 1579/80                                         |
| Висарион   | преди 1661                                        |
| Ананий II  | в 1665                                            |
| Симеон     | споменат в 1668                                   |
| Евтимий    | в 1671                                            |
| Максим     | споменат в 1676                                   |
| Митрофан   | 1683 – 1688                                       |
| Никодим    | споменат в 1688 – 1695                            |
| Леонтий    | 1695 – след 1706                                  |
| Митрофан   | споменат в 1714                                   |
| Никифор    | споменат в 1714 – 1718                            |
| Калиник    | 1718 – 1746                                       |
| Теодосий   | 1746 – 1752                                       |
| Теофан     | 1752 – 1756                                       |
| Серафим    | 1759 – преди 1767                                 |
| Ананий III | 1764 – 1789                                       |

На Вселенската патриаршия (Στρωμνίτσης)
| Име                       | Години      |
| ------------------------- | ----------- |
| Филотей                   | 1785 – 1789 |
| Ананий IV                 | 1789 – 1818 |
| Григорий Византийски      | 1818 – 1830 |
| Константий Калогерас      | 1830 – 1846 |
| Антим                     | 1846 – 1853 |
| Неофит                    | 1853 – 1861 |
| Йеротей Триандафилидис    | 1861 – 1875 |
| Агатангел Папагригориадис | 1875 – 1887 |
| Калиник Палеокрасас       | 1887 – 1892 |
| Йоаким Анастасиадис       | 1892 – 1899 |
| Панарет Петридис          | 1899 – 1900 |
| Софроний Аргиропулос      | 1900 – 1901 |
| Софроний Нистопулос       | 1901 – 1902 |
| Григорий Орологас         | 1902 – 1908 |
| Герман Анастасиадис       | 1908 – 1910 |
| Арсений Афендулис         | 1910 – 1913 |

На Българската екзархия
| Име     | Години      |
| ------- | ----------- |
| Герасим | 1897 – 1918 |

Тивериополски епископи на Българската екзархия и Българската патриаршия
| Име     | Години      |
| ------- | ----------- |
| Никодим | 1920 – 1932 |
| Борис   | 1998 – 1999 |
| Тихон   | 2003 –      |

## Манастири
В епархията съществуват монашески общности в следните духовни центрове:
- Бански манастир „Свети Четиридесет мъченици“;
- Велюшки манастир „Пресвета Богородица Милостива“;
- Водочки манастир „Свети Леонтий“;
- Беровския манастир „Свети Архангел Михаил“;
- Беровски манастир „Успение Богородично“;
- Дойрански манастир „Свети Партений Зографски“;
- Новоселски манастир „Св. св. Антоний и Георги“.
- Хамзалийски манастир „Св. Климент и Наум Охридски“.

## Храмове
- църква „Св. св. Кирил и Методий“, съборен храм на Струмишката епархия на МПЦ, Струмица;
- църква „Свети Георги“, Ново село.